# میراندا کر
میراندا مِی کِر (انگلیسی Miranda May Kerr) (زاده ۲۰ آوریل ۱۹۸۳) مدل استرالیایی است. او یکی از مانکن‌های معروف ویکتوریا سیکرت بود. او مؤسس و مدیر عامل اجرایی شرکت کورا ارگانیکس است.

## اوایل زندگی
کر در شهر سیدنی متولد شد و در شهر کوچک گونیداه، نیو ساوت ولز بزرگ شد. او دختر ترزا و جان کر است.
او دارای یک برادر به نام متی است که ۲ سال کوچکتر از خودش است. او در طول دوران کودکی خود در مزرعه مادربزرگش موتور سیکلت و اسب سواری می‌کرد. خانواده او به بریزبن نقل مکان کردند تا میراندا و برادرش زندگی در شهر را تجربه کنند. کر قبل از اینکه به عنوان مدلینگ فعالیت کند در رشته تغذیه و سلامت روان‌پزشکی فارغ‌التحصیل شد.

## حرفه‌ای

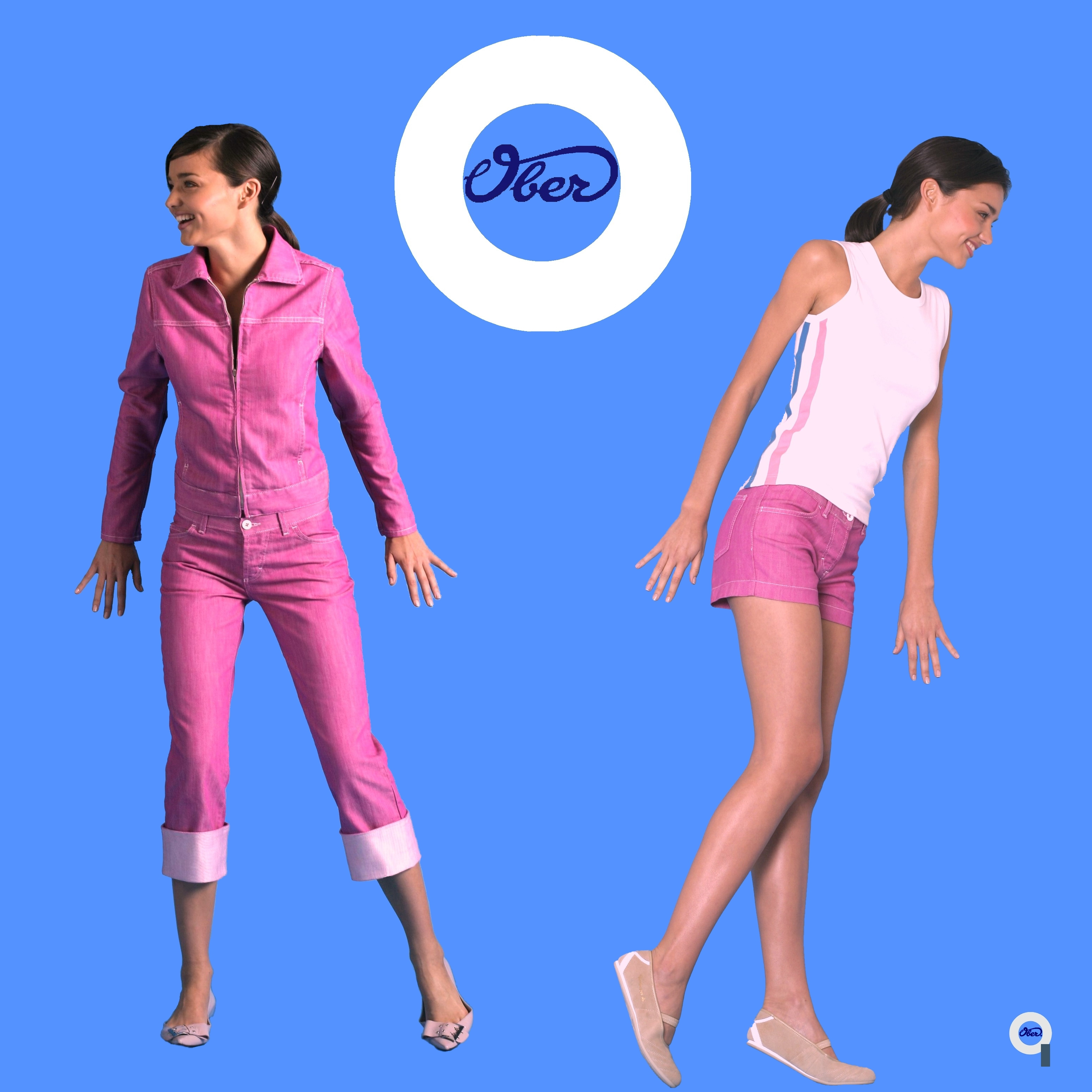
میراندا کر

### آغاز حرفه‌ای: ۲۰۰۶–۱۹۹۶
میراندا کر از ۱۳ سالگی وارد حرفهٔ مدلینگ شد؛ و در سال ۱۹۹۷ موفق به کسب مجله سالانه دالی شد.
در نیویورک، کر تا به حال در بسیاری از کت‌واک حضور داشت و سپس در اوایل سال ۲۰۰۴ با آژانس (NEXT Model Management)قرار دادی امضا کرد.
در اوایل سال ۲۰۰۶ به نظر می‌رسد کر در قسمت آخر سریال تلویزیونی (پروژه مد) نشان می‌دهد که برای مسابقه نهایی دانیل وسویک در حال جمع‌آوری مدلسازی لباس است.
او اولین مانکن راه یافته بود.
وی در ایالات متحده در بازار لوازم آرایشی میبلین نیویورک قراردادی امضاء کرد.

### ویکتوریا سیکرت و کار مد بالا: ۲۰۱۲–۲۰۰۷
او در سال ۲۰۰۷ به عنوان یک مدل و مانکن موفق در کمپانی ویکتوریا سیکرت ظاهر شد. میراندا کر اولین استرالیایی این کمپانی مد و لباس می‌باشد.
کر در سال ۲۰۱۰، تقویم پیرلی، با عکاس تری ریچاردسون در باهیا، برزیل ظاهر شد.
در ژانویه سال ۲۰۱۲ او سفیر کانتاس نامگذاری شد. کر در سال ۲۰۱۲ با رتبه ۷ در فوربز با درآمد ۴ میلیون $ در لیست بالاترین پرداخت مدل در جهان قرار گرفت.

## زندگی شخصی
در اواخر سال ۲۰۰۷ کر با بازیگر اورلاندو بلوم رابطه‌شان را شروع کرد و در سال ۲۰۱۰ با اورلاندو ازدواج کرد. کر در سال ۲۰۱۱ پسر بچه‌ای را به دنیا آورد و اسم آن را فیلین کریستوفر گذاشت. میرندا و اورلاندو در سال ۲۰۱۳ از یکدیگر جدا شده و به زندگی مشترک خود پایان دادند.
در ژوئیه سال ۲۰۱۶ او نامزدی خود را به‌طور رسمی با ایوان اشپیگل که جوان‌ترین میلیاردر آمریکا می‌باشد تأیید کرد و در می ۲۰۱۷ ازدواج کردند. او لباس عروسی از برند دیور با طراحی ماریا گرازیا چیوری انتخاب کرد که شباهت زیادی به لباس عروس گریس کلی داشت. در ۷ می ۲۰۱۸ صاحب پسری به نام هارت اشپیگل شدند. ده ماه بعد خبر بارداری سوم خود را اعلام کرد. در اکتبر ۲۰۱۹ صاحب پسری به نام مایلز اشپیگل شد

## نگارخانه

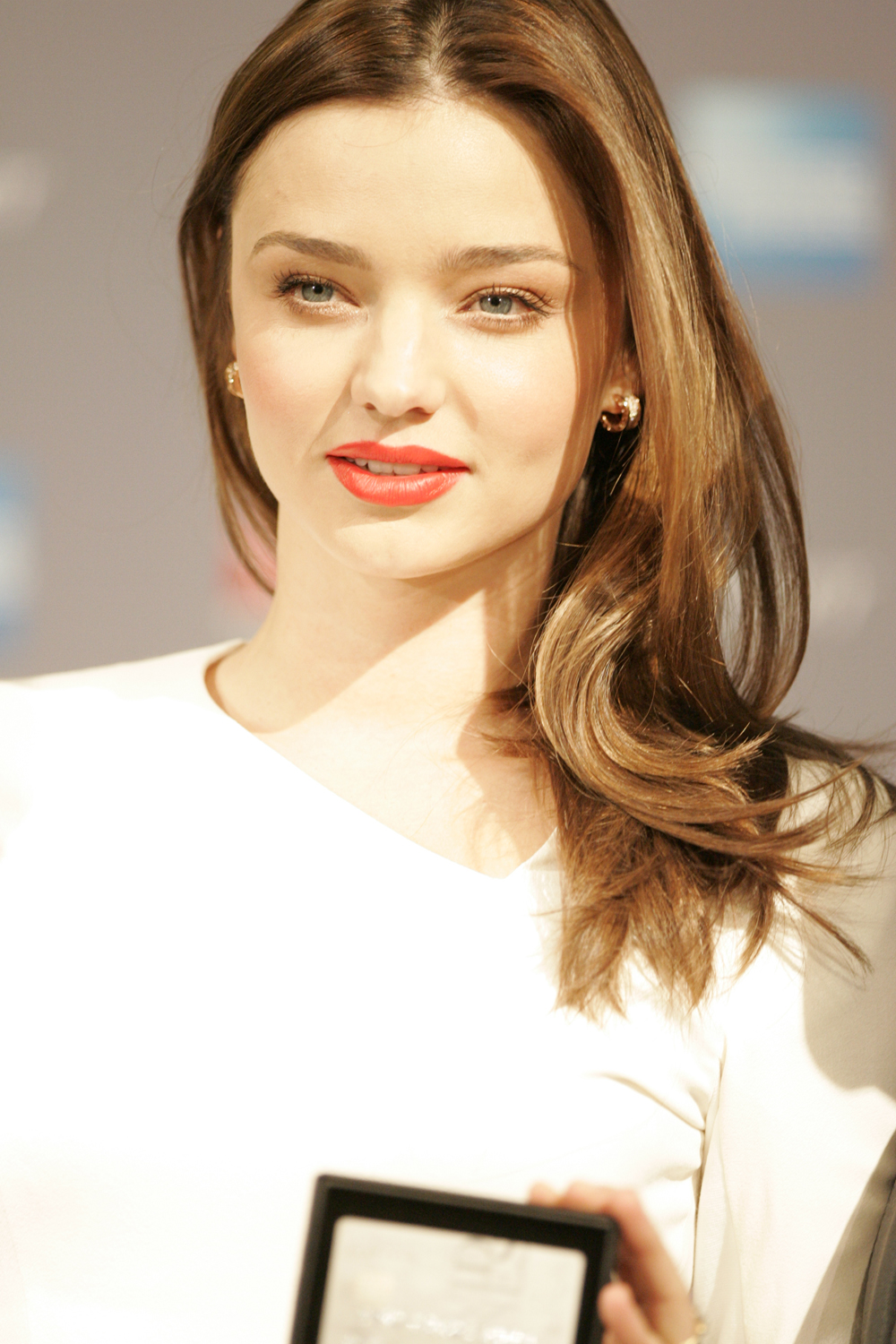
میراندا کر در هیئت مدیره پنج شنبه ۳۰ اوت ۲۰۱۲
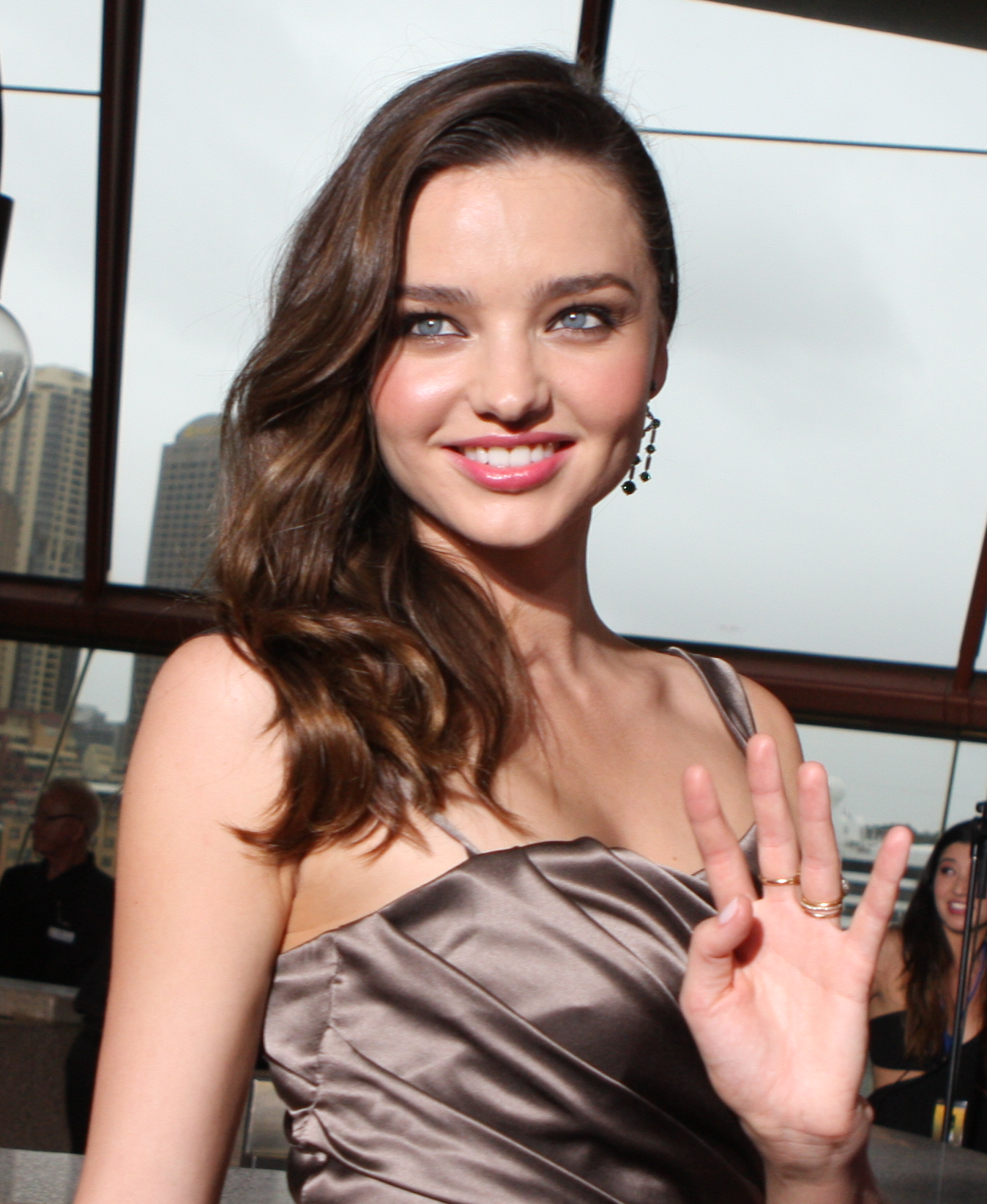
کر در جوایز AACTA در سیدنی، استرالیا
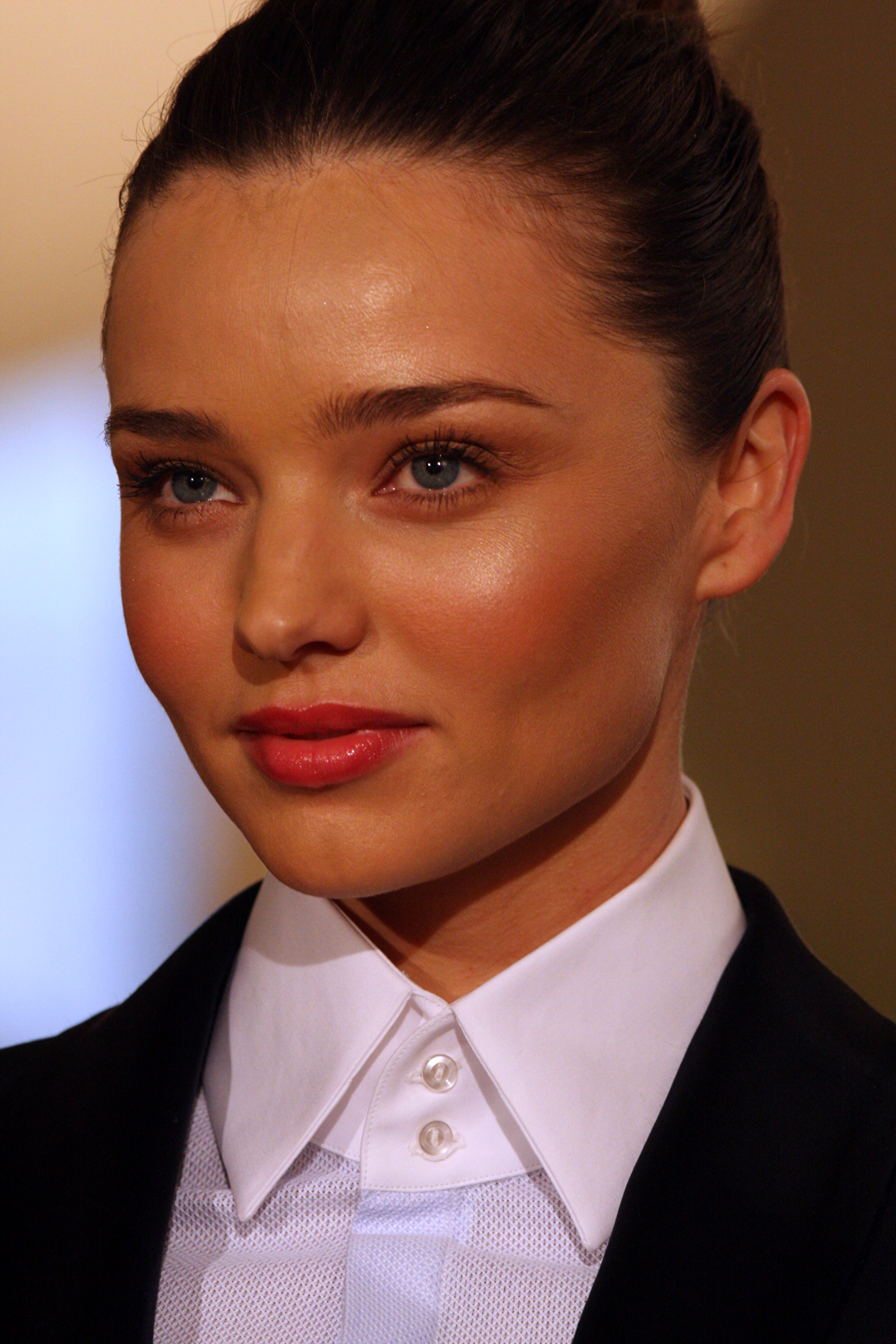
میرندا کر در فوریه ۲۰۱۲